# Liang Shiyi
Liang Shiyi (ur. 5 maja 1869 w Sanshui, zm. 9 kwietnia 1933 w Hongkongu) – chiński polityk, w latach 1921–1922 premier rządu Republiki Chińskiej.

## Życiorys
Urodził się w 5 maja 1869 roku w Sanshui, w prowincji Guangdong.
Sprawował urząd premiera Republiki Chińskiej od 24 grudnia 1921, kiedy to zastąpił na stanowisku Yan Huiqinga, przez miesiąc do 25 stycznia 1922. Jego następcą został ponownie Yan Huiqing.
Liang Shiyi zmarł w 9 kwietnia 1933 roku w Hongkongu.